# Distretto di Pedro Gálvez
Il distretto di Pedro Gálvez è uno dei sette distretti  della provincia di San Marcos, in Perù. Si trova nella regione di Cajamarca e si estende su una superficie di 238,74 chilometri quadrati.

Ha per capitale la città di San Marcos e contava 17.109 abitanti al censimento 2005.